# فرانسیس هانتر
 فرانسیس هانتر (انگلیسی: Francis Hunter؛ زاده ۲۸ ژوئن ۱۸۹۴ درگذشته ۲ دسامبر ۱۹۸۱) یک تنیس‌باز اهل ایالات متحده آمریکا بود.